# ميلاني كوك
ميلاني كوك هي مجدفة كندية، ولدت في 4 نوفمبر 1983 في ثاندر باي في كندا.

## وصلات خارجية
- ميلاني كوك على موقع الاتحاد الدولي للتجديف (الإنجليزية)
- ميلاني كوك على موقع اللجنة الأولمبية الدولية (الإنجليزية)
- ميلاني كوك على موقع أوليمبيديا (الإنجليزية)